# 侯駿逸
侯駿逸（1967年3月11日—2022年10月），台湾角力运动员，中華民國角力協會第12屆理事，雲林縣體育會沙灘角力委員會總幹事。曾参加1988年夏季奥林匹克运动会男子48公斤级自由式摔跤比赛。
2022年因車禍離世。